# Ranchuelo

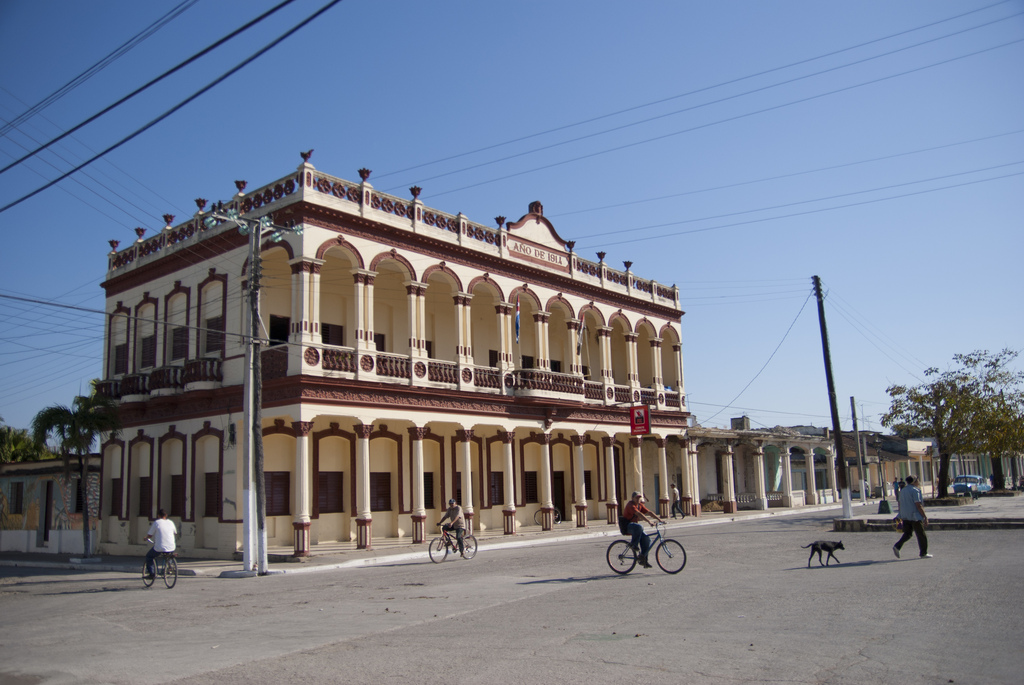
City Hall of Ranchuelo, Cuba

Ranchuelo é um município de Cuba pertencente à província de Villa Clara, fundada em 1874.